# School Choice
School Choice ist in den USA ein Schulprogramm, welches den Schülern erlaubt, den Unterricht irgendeiner privaten oder öffentlichen Schule zu besuchen. Die Schüler bzw. ihre Eltern erhalten dafür vom Schuldistrikt einen Gutschein (voucher), einen Steuererlass oder ein Stipendium. Das Programm School Choice soll Eltern dazu veranlassen, sich stärker in die Grund- oder Sekundarschule einzubringen. 
In den USA bezieht sich School Choice auf eine soziale, politische Bewegung, die dieses Programm für einen Schuldistrikt oder Staat eingesetzt haben möchte. Das Ziel von School Choice ist die Implementierung des freien Marktes von Angebot und Nachfrage auch für Schulen. Es soll Konkurrenz unter den Schulen geben mit dem Ziel einer höheren Bildung pro ausgegebenem Dollar. Kritiker behaupten, dass die Idee eines freien Marktes im Bereich von Bildung nicht funktioniert und School Choice der Mehrheit von Schülern eher schadet. 
Eine Choice School darf nicht mit einer Magnet School verwechselt werden.